# The Other Side of Make-Believe
The Other Side of Make-Believe è il settimo album in studio del gruppo rock statunitense Interpol. È stato pubblicato il 15 luglio 2022 dalla Matador Records. L'album è stato preceduto dal singolo Toni il 7 aprile, insieme all'annuncio dell'album. Il titolo dell'album deriva dal testo di apertura del brano Passenger.

## Descrizione
L'album è stato scritto interamente durante la pandemia di COVID-19. Le prime sessioni per la scrittura dei testi si sono svolte in remoto, con Paul Banks a Edimburgo, Daniel Kessler in Spagna e Sam Fogarino ad Atene, in Georgia che corrispondevano via e-mail. Nell'estate del 2021, i tre si sono riuniti per continuare a scrivere canzoni e provare in un gruppo di case nei Catskills, e in autunno hanno completato la registrazione dell'album a North London con Alan Moulder e Flood, il primo dei quali aveva precedentemente mixato i brani della band. quarto e quinto album, Interpol (2010) e El Pintor (2014). Banks ha commentato il suono edificante dell'album, contrariamente al loro tipico tono cupo: "Alcune delle canzoni in particolare hanno sentimenti davvero sfacciatamente positivi... qualcosa che fa sentire bene è l'aspirazione".
Il singolo principale dell'album, Toni, è uscito il 7 aprile 2022, insieme all'annuncio dell'album. Un video musicale ha accompagnato il singolo, diretto da Van Alpert; la fine del video alludeva a una successiva seconda parte che è stata svelata il 12 aprile con l'uscita del video di una nuova canzone chiamata Something Changed. Questo video presenta due membri dello stesso cast e il cantante Paul Banks che guidano in un'auto della polizia senza marca. Il 18 maggio, la band ha presentato un nuovo singolo per il prossimo album chiamato Fables con un lyric video. Il 12 luglio, Interpol ha pubblicato il loro nuovo singolo Gran Hotel con video musicale di accompagnamento, pubblicato esclusivamente sulla pagina Facebook della band. Il video musicale è stato successivamente pubblicato su altre piattaforme il 15 luglio con l'uscita dell'album completo.

## Tracce
1. Toni – 4:34
2. Fables – 4:34
3. Into the Night – 5:28
4. Mr. Credit – 3:48
5. Something Changed – 3:56
6. Renegade Hearts – 4:11
7. Passenger – 4:14
8. Greenwich – 4:00
9. Gran Hotel – 4:04
10. Big Shot City – 4:04
11. Go Easy (Palermo) – 2:46